# نيك دوس
نيك دوس (بالإنجليزية: Nick Daws)‏ هو لاعب كرة قدم ومدرب كرة قدم بريطاني في مركز الوسط، ولد في 15 مارس 1970 في سالفورد في المملكة المتحدة. لعب مع غريمسبي تاون ونادي ألترينتشام ونادي بوري ونادي روذرهام يونايتد.

## وصلات خارجية
- نيك دوس على موقع قاعدة بيانات كرة القدم.إي يو (الإنجليزية)
- نيك دوس على موقع Soccerbase.com (لاعب) (الإنجليزية)